# 1350
Cette page concerne l'année 1350  du calendrier julien. Pour l'année 1350 av. J.-C., voir 1350 av. J.-C.
L'année 1350 est une année commune qui commence un vendredi.

## Événements
- Début du règne de Hayam Wuruk (Rajasanagara) roi de Majapahit  à Java (1350-1389)[1].
- Début des raids des pirates japonais Wakô sur les côtes coréennes[2].

### Europe
- 9 janvier[3] : Jean de Valenti (Giovanni Valente (it)) est élu doge de Gênes (fin en 1353).
- 30 janvier : ordonnance royale réprimant le vagabondage et de la mendicité en France[4].
- 9 février : Jean le Bon, duc de Normandie (futur Jean II) épouse Jeanne d'Auvergne, dite Jeanne de Boulogne[5].
- Février - octobre : seconde campagne de Louis de Hongrie en Italie. Il s’empare une nouvelle fois du royaume de Naples mais le pape refuse de destituer Jeanne de son trône[6].
- 26 mars : début du règne de Pierre le Cruel (1334-1369) roi de León et de Castille[7].
- 8 avril : le futur dauphin Charles, fils de Jean II le Bon, épouse Jeanne de Bourbon[8].
- 17 avril : convocation de la noblesse du Comté de Bourgogne par Philippe VI à Dôle.
- 27 juin : couronnement à Pampelune du roi de Navarre Charles II le Mauvais.
- 26 juillet[9] : Louis de Hongrie prend Aversa qu'il assiège depuis avril.
- Juillet : le dictateur romain Cola di Rienzo se rend à Prague pour demander son soutien à l’empereur germanique Charles IV, mais celui-ci le fait prisonnier et le livrera à Clément VI en 1352[10].
- 22 août : début du règne de Jean II le Bon, roi de France (jusqu'en 1364)[11].
- 29 août : victoire de la flotte anglaise commandée par Édouard III d'Angleterre sur la flotte castillanne de Charles de La Cerda à la bataille de L'Espagnols sur Mer[12].
- 26 septembre : sacre à Reims de Jean II le Bon et de Jeanne de Boulogne[11].
- 23 octobre : Giovanni Visconti de Milan prend Bologne[13].
- Octobre : une trêve est signée entre Louis de Hongrie et Jeanne de Naples jusqu'au 21 avril 1351[14].
- 19 novembre : Raoul II de Brienne, connétable de France, soupçonné de haute trahison est exécuté sur ordre du roi Jean II.

- Début des guerres de Caffa[15] entre Venise et Gênes (fin en 1355). Les Génois prétendent interdire aux vénitiens la navigation sur la mer Noire.
- Disette en Flandre (1350-1351)[16].
- Dantzig devient ville hanséatique[17]. Cent cinquante villes composent la Hanse Teutonique.
- La peste noire atteint la Suède, le Groenland et l’Islande[18].
- Boccace rencontre à Florence le poète et humaniste Pétrarque avec lequel il entretient une longue amitié jusqu’à ce que la mort de ce dernier les sépare, en 1374[19].

- Le grand-duc de Moscou envoie des fonds pour restaurer Sainte-Sophie à Constantinople[20].

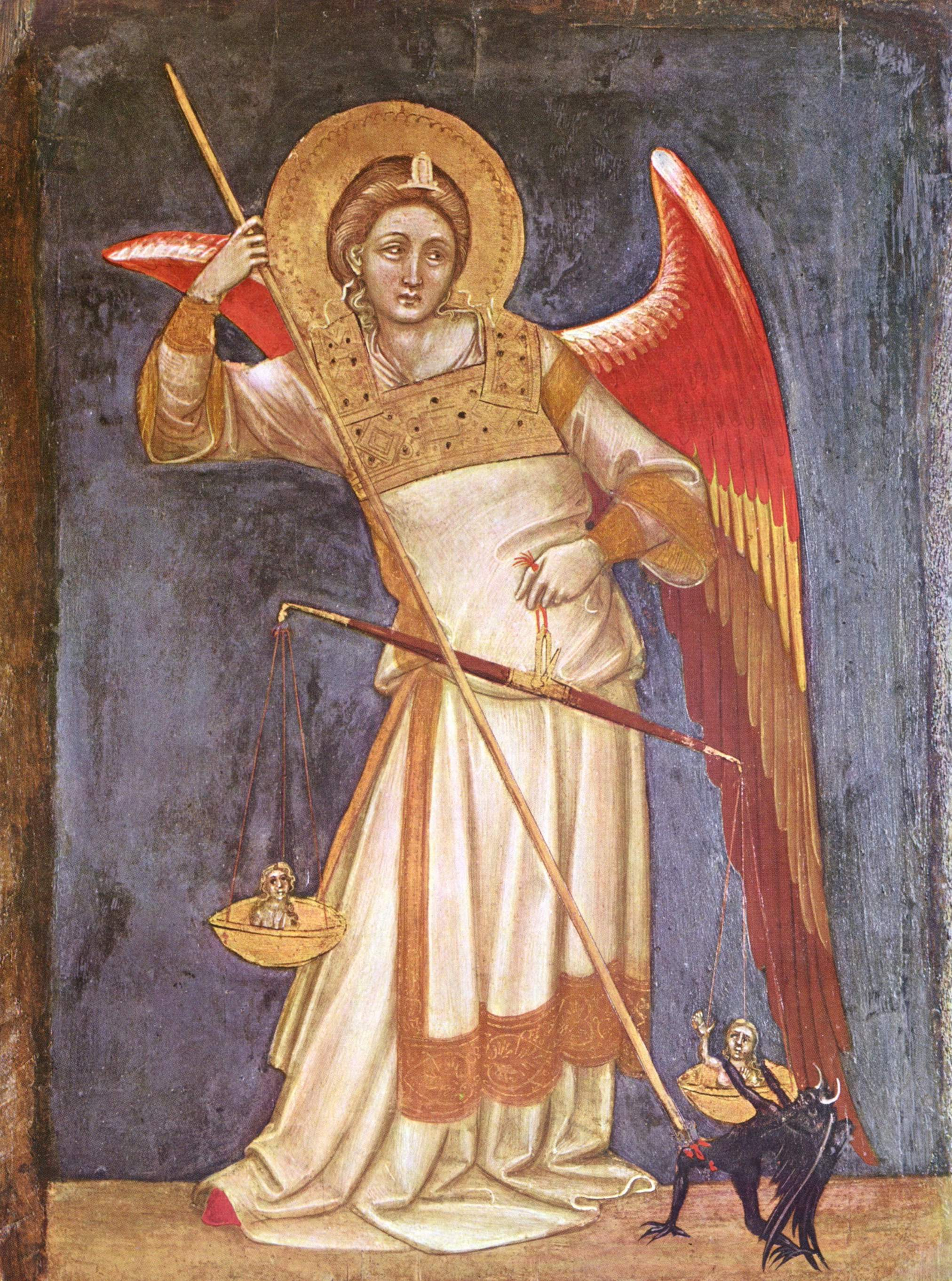
L'archange Michel terrassant le dragon, du peintre Guariento di Arpo, chapelle du palais Carrara à Padoue.

- Année jubilaire. Les pèlerins affluent à Rome[21].